# Bílý potok (Svratka)
Der Bílý potok (deutsch Weißbach) ist ein rechter Nebenfluss der Svratka in Tschechien. An seinem Unterlauf wurde er bis in die 1970er Jahre als Bítýška bezeichnet.

## Verlauf
Der Bílý potok entspringt östlich der Svatá hora in 605 m n.m. bei der Einschicht Rohy in der Křižanovská vrchovina (Krischanauer Bergland). An seinem Lauf nach Südosten liegen die Ortschaften Skřinářov, Osová und Vlkov. Ab der Einmündung der Bítýška windet sich der Lauf in Mäandern zunächst ostwärts, dann wieder nach Südosten. Über Radoškov und Přibyslavice bildet der Bach unterhalb von Šmelcovna ein tiefes Tal mit Felsformationen, das als Naturpark Údolí Bílého potoka geschützt ist. In Veverská Bítýška mündet der Bílý potok nach 34,8 km in 235 m n.m. in die Svratka. Sein Einzugsgebiet beträgt 112,55 km². Der mittlere Durchfluss liegt an der Mündung bei 0,29 m³/s.
Der Bach wird am Oberlauf in mehreren Stauweihern aufgestaut. Die größten davon sind der Holinkovský rybník bei Skřinářov, der Okolník und Štěpnice bei Osová

## Zuflüsse
- Bítýška (r), bei Křoví
- Přibyslavický potok (r), bei Radoškov
- Podhorka (l), unterhalb Radoškov
- Salašský potok (l), in Šmelcovna
- Malná (l), bei Lažánský Mlýn
- Klenová (l), unterhalb Javůrek
- Hranečník (l) bei Prachovna
- Slešůvka (r) in Veverská Bítýška